# The Wise Quacking Duck

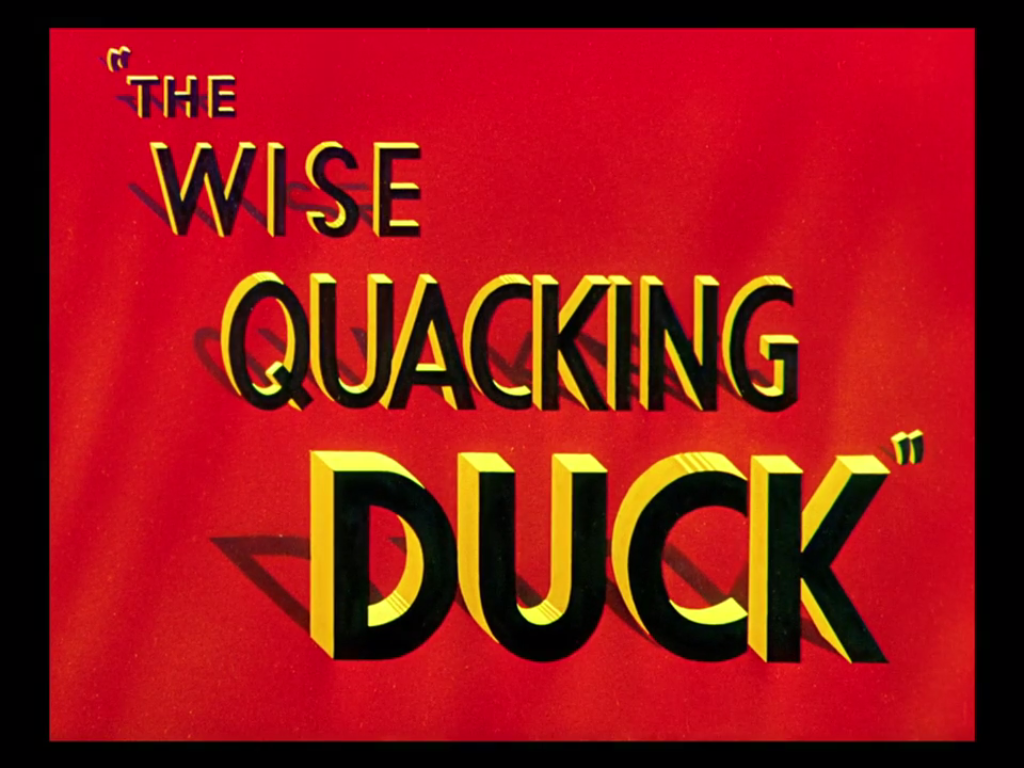
Carton-titre original du dessin animé.

The Wise Quacking Duck est un cartoon de la série Looney Tunes réalisé par Bob Clampett, sorti en 1943. Il met en scène Daffy Duck et M. Meek.

## Voix françaises

### Premier doublage (années 1970)
- Pierre Trabaud : Daffy Duck
- Gérard Hernandez : M. Meek

### Doublage alternatif (années 1980)
- Pierre Trabaud : Daffy Duck
- Roger Carel : M. Meek

### Redoublage (2000)
- Patrick Guillemin : Daffy Duck et M. Meek